# تشرنافودا
هي مدينة تقع في غرب مقاطعة كونستانتسا في رومانيا . ويبلغ عدد سكانها 18,915 نسمة وتبعد عن مدينة كونستانتسا 59 كم. وفي عام 1420م ضمت مدينة تشرنافودا إلى الأراضي العثمانية وبقيت تحت السيطرة العثمانية مدة 4 قرون . وتحتوي المدينة على مركز نووي وهو الوحيد في رومانيا .